# No Use for a Name
No Use for a Name (okrajšano NUFAN) je bila ameriška punk rock skupina, ustanovljena leta 1987. NUFAN so se sredi 90-ih let povzpeli med zastavonoše t. i. neopunka, vse skupaj pa se je pričelo davnega leta 1987, ko sta inštrumente staknila protagonista Tony in Rory, ki sta na čelu skupine ostala vse do leta 2011, ko je Rory skupino zapustil. Leta 2012 je skupina po smrti pevca nehala delovati. Lokalne okvire je kalifornijska ekipa prerasla s prestopom k zdaj že legendarni novopunkovski založbi Fat Wreck (vodi jo Fat Mike iz NOFX), koder je objavila tretji album The Daily Grind, prav tako vse kasnejše, vključno z najnovejšim The Feel Good Record Of The Year, devetim po vrsti, ki je izšel na prvi aprilski dan (in to brez heca!). NUFAN so s svojimi vročičnimi, zabavnimi in spevnimi kitarskimi popevkami največ prahu dvignili pred dobrim desetletjem, konec 90-ih pa se je v bendu dogodila zadnja sprememba, ko je vstopil kitarist Dave, bivši član Suicidal Tendencies in Infectious Grooves. Četverica je hrabro vztrajala in nadaljevala misijo tudi v tem tisočletju, v zadnjih letih so bili večkrat med osrednjimi izvajalci Vans Warped Toura, sicer pa so se po odrih redno preganjali z The Offspring, NOFX ter Sum 41. V Sloveniji so pred obleganim KUD-om nastopili na Trnfestu 2005, kasneje pa večkrat na festivalih in Metelkovi.
Bend NUFAN nesporno sodi v krog dejavnejših in bolj reprezentativnih skate-punkovcev, saj so doslej prodali več kot milijon plošč ter odigrali nekje približno toliko koncertov, leta 2008 so gostovali tudi v Mariboru.

## Člani skupine
- Tony Sly (vokal,kitara)
- Matt Riddle (bas kitara)
- Dave Nassie (kitara)
- Rory Koff (bobni)

## Diskografija

### Albumi
- Incognito (New Red Archives, 1991)
- Don't Miss The Train (Golf, 1992)
- The Daily Grind (Fat Wreck Chords, 1993)
- Leche Con Carne (Fat Wreck, 1994)
- Making Friends (Fat Wreck, 1997)
- More Betterness (Fat Wreck, 1999)
- Hard Rock Bottom (Fat Wreck, 2002)
- Keep Them Confused (Fat Wreck, 2005)
- All the Best Songs (Fat Wreck, 2007)
- The Feel Good Record Of The Year (Fat Wreck, 2008)